# Edessa (Mesopotâmia)

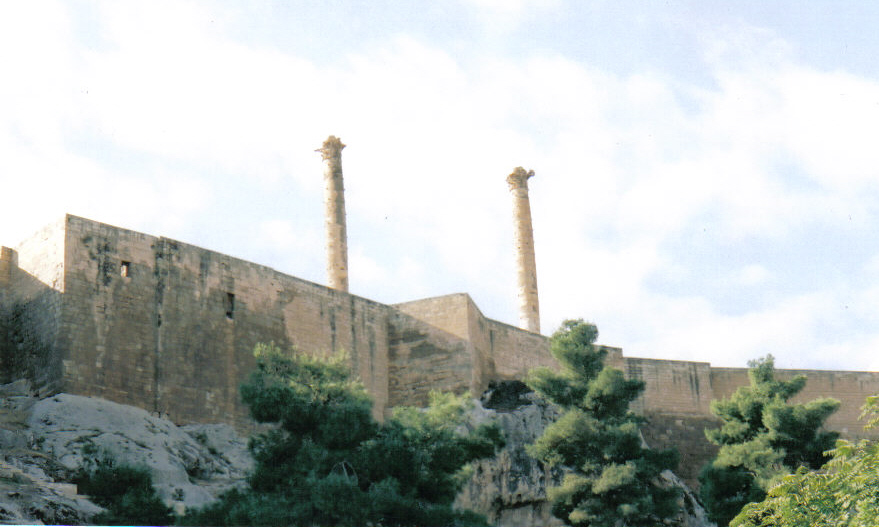
A herança da Edessa romana sobrevive nessas colunas do castelo de Urfa, dominando a paisagem da atual cidade turca de Şanlıurfa

Edessa (em grego:  Eδεσσα) é o nome histórico da cidade refundada no antigo local por Seleuco I Nicátor que atualmente se chama Şanlıurfa, situada no norte da Mesopotâmia, no Sudeste da Anatólia, Turquia.

## Mitologia
De acordo com Bar Hebreu, Urhai (Edessa) foi a menor das cento e oitenta cidades fundadas na época do patriarca bíblico Enoque. As três cidades fundadas, após o Dilúvio, por Nimrod, Erech, Ácade e Calach são identificadas por Bar Hebreu com, respectivamente, Urhai (Edessa), Nísibis e Selêucia.

## História

Os assentamentos históricos na Mesopotâmia superior e Síria, com Edessa (Osroena) no meio

Pouco se sabe sobre a história antiga de Edessa. Na segunda metade do século II a.C., enquanto a Império Selêucida se desintegrava em guerras com os partas, Edessa se tornou a capital da dinastia Abgar, que fundou o Reino de Osroena. Este reinado foi estabelecido por tribos nabateias ou árabes do norte da Arábia Antiga, e durou por quase quatro séculos, sob 28 regentes, os quais às vezes se autodenominavam "reis" em sua cunhagem. 
Edessa estava no começo sob o protetorado dos partas, e posteriormente dos armênios próximos ao rio Tigre, e então no tempo de Pompeia, sob os romanos. Após sua captura e saque por Trajano, os romanos chegaram a ocupar Edessa de 116 a 118, embora sua afinidade com os partas tenha levado Lúcio Vero a pilhar a cidade no fim do século II. De 212 até 214 o reino tornou-se uma província romana. Caracala foi assassinado em Edessa em 217.
Reconstruída pelo imperador romano Justino I, foi então batizada de Justinópolis (Evágrio, Hist. Eccl., IV, viii), Edessa foi tomada em 609 pelos persas, e logo retomada por Heráclio, mas perdeu para o exército muçulmano sob o Califado Ortodoxo durante a conquista muçulmana da Síria em 638. Os bizantinos tentavam frequentemente retomar Edessa, especialmente sob Romano I, que obteve dos habitantes o Mandílio, pano sagrado onde acredita-se estar impresso o rosto do Cristo, que foi solenemente transferido para Constantinopla em 16 de agosto de 944. Esta foi a última grande aquisição do reinado de Romano I.
Em 1031, Edessa foi entregue aos bizantinos pelo seu governador árabe. Acabou sendo retomada pelos árabes, e então sucessivamente pelos gregos, armênios, turcos, cruzados (que estabeleceram ali o Condado de Edessa e mantiveram a cidade até 1144) quando foi novamente tomada pelo turco Zengui, sendo que nesta ocasião a maior parte de seus habitantes foi massacrada, juntamente com o arcebispo latino. Estes eventos chegaram até nós graças ao historiador armênio Mateus de Edessa. A partir do século XII, a cidade pertenceu sucessivamente aos sultões de Alepo, aos mongóis, aos mamelucos, e de 1517 a 1918 ao Império Otomano.